# محمد سوم (قرطبه)
محمد بن عبدالرحمن (عربی: محمد بن عبدالرحمن بن عبیدالله بن عبدالرحمن سوم), یا محمد سوم (به عربی: محمد الثالث) یکی از واپسین خلیفه‌های خلافت قرطبه موروها در اندلس واقع در شبه‌جزیره ایبری بود.
او پس از درگذشت عبدالرحمن پنجم از ۱۰۲۴ تا ۱۰۲۵ حکومت داشت تا آن که مردمان قرطبه علیه او شوریدند و وی مجبور به گریز از شهر شد.وی پدر شاعرهٔ معروف اندلسی، ولادة بنت مستکفی، از یک برده مسیحی ایبریایی است.

### استنادات
1. ↑  Flood, Timothy M. (9 November 2018). Rulers and Realms in Medieval Iberia, 711-1492 (به انگلیسی). McFarland. p. 68. ISBN 978-1-4766-3372-5. Retrieved 12 May 2024.
2. ↑  Arbuthnot, F. F. (1890). Arabic Authors: A Manual of Arabian History and Literature (به انگلیسی). London: W. Heinemann. p. 22. Retrieved 12 May 2024.
3. ↑  Elliott, William (1975). The Attempt of a New Damascus: Cordoba Under the Caliphate (Master of Arts thesis). Creighton University. p. 76. Retrieved 12 May 2024.
4. ↑  Bouachrine, Ibtissam (21 May 2014). Women and Islam: Myths, Apologies, and the Limits of Feminist Critique (به انگلیسی). Lexington Books. p. 6. ISBN 978-0-7391-7907-9. Retrieved 12 May 2024.

| محمد سوم (قرطبه)خلافت امویشاخه‌ای از قریش |                       |                           |
| پیشین: عبدالرحمن پنجم                    | خلافت قرطبه ۱۰۲۴–۱۰۲۵ | پسین: یحیی بن علی بن حمود |